# 卡罗妥昔单抗
卡罗妥昔单抗（INN：carotuximab）；开发代号：TRC-105）是一种嵌合单克隆抗体，设计用于治疗癌症。它正处于血管肉瘤的III期试验中。
该药物由Tracon Pharmaceuticals Inc.开发。